# Davenport (Dakota del Nord)
Davenport è un centro abitato (city) degli Stati Uniti d'America, situato nella Contea di Cass nello Stato del Dakota del Nord. Nel censimento del 2000 la popolazione era di 261 abitanti. La città è stata fondata nel 1882.

## Geografia fisica
Secondo i rilevamenti dell'United States Census Bureau, la località di Davenport si estende su una superficie di 0,30 km², tutti occupati da terre.

## Popolazione
Secondo il censimento del 2000, a Davenport vivevano 261 persone, ed erano presenti 77 gruppi familiari. La densità di popolazione era di 815 ab./km². Nel territorio comunale si trovavano 92 unità edificate. Per quanto riguarda la composizione etnica degli abitanti, il 98,47% era bianco e l'1,53% proveniva dall'Asia. La popolazione di ogni razza ispanica corrispondeva al'1,53% degli abitanti.
Per quanto riguarda la suddivisione della popolazione in fasce d'età, il 34,1% era al di sotto dei 18, il 7,7% fra i 18 e i 24, il 36,0% fra i 25 e i 44, il 14,6% fra i 45 e i 64, mentre infine il 7,7% era al di sopra dei 65 anni di età. L'età media della popolazione era di 30 anni. Per ogni 100 donne residenti vivevano 93,3 maschi.